# Bagrat Bagratuní I
Bagrat Bagratuní I (en armeni: Բագրատ Ա Բագրատունի) va ser un noble armeni del segle iv de la casa dels Bagràtides.
Era probablement fill de Simbaci I Bagratuní, Bagrat l'hauria succeït al el tron de Sper, a Armènia. Com el seu pare, era igualment aspet, és-a-dir mestre de cavalleria, i thagadir o posa-corona, de la cort reial armènia. Hauria viscut entre l'any 330 i el 353. És el pare d'almenys un fill : Simbaci Bagratuní II.